# Mary Beard

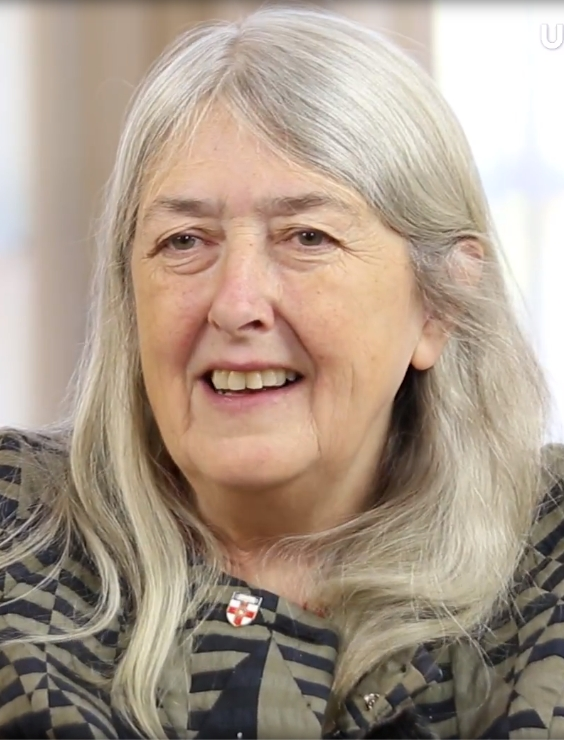
Mary Beard

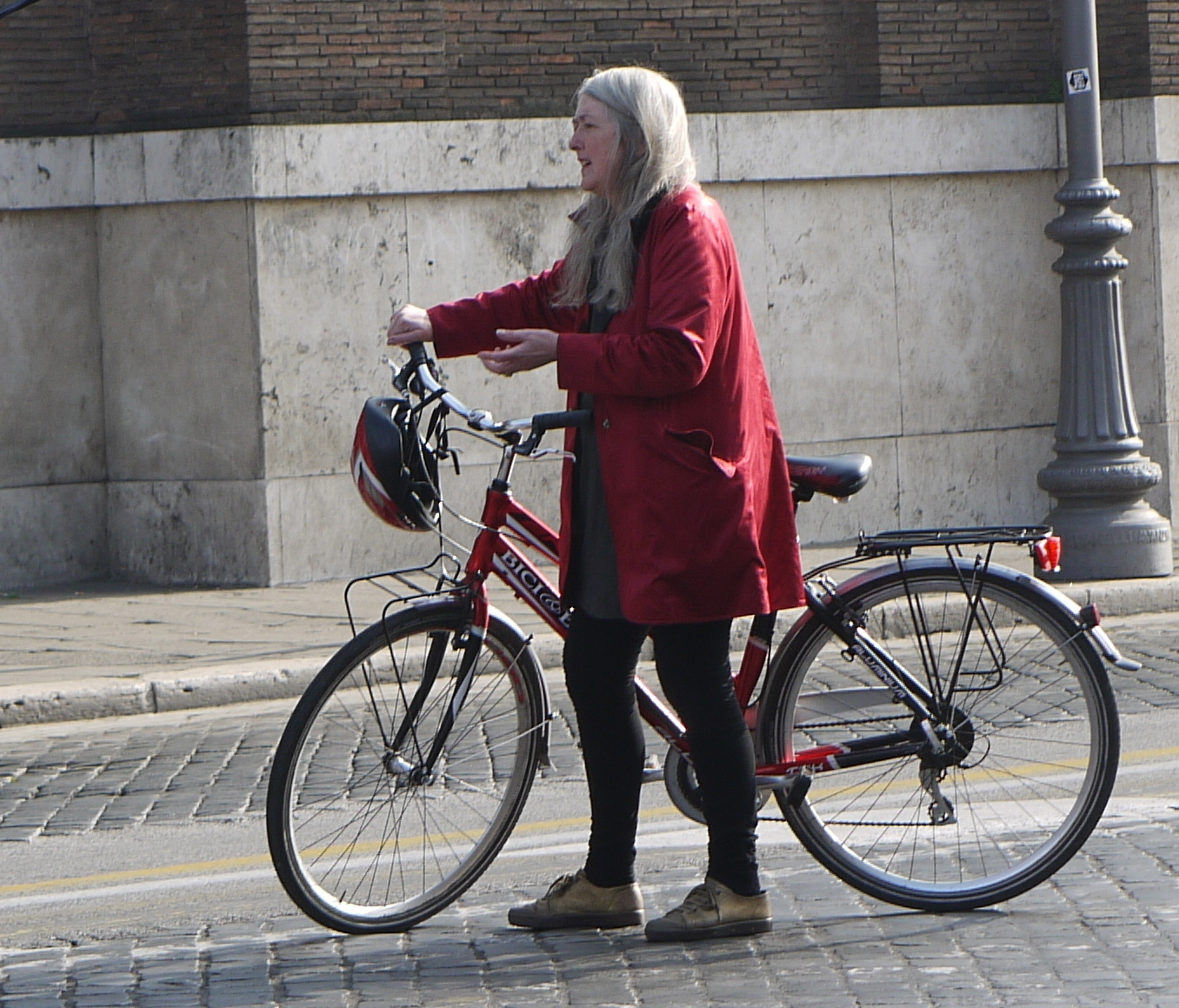
Mary Beard in Rome

Winifred Mary Beard, OBE (Much Wenlock, Shropshire, 1 januari 1955) is een Britse classica, hoogleraar aan de Universiteit van Cambridge, fellow van Newnham College en Professor of Ancient Literature van de Royal Academy of Arts. Ze schrijft over de Oudheid in The Times Literary Supplement. Door haar frequente media-optredens, haar blog A Don's Life en haar soms controversiële uitspraken heeft ze de Oudheid voor een breed publiek toegankelijk gemaakt en geldt ze als de bekendste Britse classicus.
In 2018 werd haar een Knighthood toegekend en sindsdien mag ze zich "Dame Mary" laten noemen.

## Loopbaan
Als kind deed ze al mee met archeologische opgravingen. Na haar eindexamen wilde ze naar King's College (Cambridge), maar omdat de mogelijkheden voor vrouwen daar toen zeer beperkt waren, koos ze voor het uitsluitend voor vrouwen toegankelijke Newnham College. De ontdekking dat veel mannen aan de universiteit in die jaren het academische potentieel van vrouwen niet serieus namen, versterkte haar vastberadenheid. Sindsdien noemt ze zich feministe, al voelt ze zich niet verwant met het "modern orthodox feminisme". Ze promoveerde in 1982 op het proefschrift The State Religion in the Late Roman Republic: A Study Based on the Works of Cicero.
Tussen 1979 en 1983 doceerde Beard aan King's College London om daarna als Fellow terug te keren naar Newnham College in Cambridge. Ze begon ook in de media te verschijnen en leverde in allerlei televisieprogramma's en kranten commentaar op niet alleen de klassieke oudheid, maar ook allerlei actuele kwesties. Ze veroorzaakte opschudding toen ze schreef dat de terroristische aanslagen op 11 september 2001 het gevolg waren van het buitenlandse beleid van de Verenigde Staten en dat "de westerse bullies, zelfs als hun hart op de goede plek zit, uiteindelijk de prijs zullen betalen". Deze opmerkingen zijn haar jarenlang kwalijk genomen. Door haar activiteiten in de sociale media en haar niet bij iedereen altijd welkome linkse politieke oordelen werd ze een zeer bekende figuur, die ook diverse malen het voorwerp werd van beledigingen en bedreigingen.
In 2004 werd Beard hoogleraar aan de Universiteit van Cambridge. In 2008-2009 was ze ook "visiting professor" voor klassieke literatuur aan de Universiteit van Californië - Berkeley. Ze maakte diverse documentaires voor de BBC-televisie, waaronder Pompeii: Life and Death in a Roman Town (2010), Meet the Romans with Mary Beard (2012), Caligula with Mary Beard (2013), Pompeii: New Secrets Revealed with Mary Beard (2016), Mary Beard's Ultimate Rome: Empire Without Limit (2016), Civilisations (2018, met David Olusoga en Simon Schama) en Mary Beard's Shock of the Nude (2020). Ze adviseerde ook de makers van de ITV-sitcom Plebs, die zich afspeelt in het oude Rome.
Haar boekje Women and Power, waarin ze de door mannen veroorzaakte onmondigheid van vrouwen door de eeuwen heen analyseert en dat veel controverse in de sociale media opriep, werd in 2018 in het Nederlands vertaald.

## Persoonlijk
Haar vader was architect en haar moeder schoolhoofd. Beard trouwde in 1985 met de classicus en kunsthistoricus Robin Cormack. Hun dochter Zoe is afrikaniste en hun zoon Raphael is egyptoloog.

## Eerbewijzen
- Fellow van de Society of Antiquaries (FSA) in 2005
- Wolfson History Prize (2008) voor Pompeii: The Life of a Roman Town
- Officier van de Orde van het Britse Rijk (OBE) (2013)
- National Book Critics Circle Award (kritiek), nominatie voor Confronting the Classics (2013)
- Royal Academy of Arts Professor (2013)
- Bodley-medaille (2016)
- Prinses van Asturiëprijs (2016)
- Erediploma van de Universidad Carlos III de Madrid (2017)
- Knighthood, "Dame" (2018)
- Eredoctoraat Radboud Universiteit (2018)

## Publicaties
- Rome in the Late Republic (met Michael Crawford, 1985, herzien 1999); ISBN 0-7156-2928-X
- The Good Working Mother's Guide (1989); ISBN 0-7156-2278-1
- Pagan Priests: Religion and Power in the Ancient World (als redacteur met John North, 1990); ISBN 0-7156-2206-4
- Classics: A Very Short Introduction (met John Henderson, 1995); ISBN 0-19-285313-9
  - De ontdekking van Arcadië: een inleiding op de klassieke wereld (vertaald door Ineke Mertens) (Amsterdam: Athenaeum-Polak & Van Gennep, 2010)
- Religions of Rome (met John North en Simon Price, 1998); ISBN 0-521-30401-6 (vol. 1), ISBN 0-521-45015-2 (vol. 2)
- The Invention of Jane Harrison (Harvard University Press, 2000); ISBN 0-674-00212-1
- Classical Art from Greece to Rome (met John Henderson, 2001); ISBN 0-19-284237-4
- The Parthenon (Harvard University Press, 2002); ISBN 1-86197-292-X
  - Het Parthenon (vertaald door Paul van der Lecq) (Amsterdam [etc.]: Atlas, 2004)
- The Colosseum (met Keith Hopkins, Harvard University Press, 2005); ISBN 1-86197-407-8
- The Roman Triumph (Harvard University Press, 2007); ISBN 0-674-02613-6
- Pompeii: The Life of a Roman Town (2008); ISBN 1-86197-516-3 (in de VS verschenen als The Fires of Vesuvius: Pompeii Lost and Found; Harvard University Press)
  - Pompeii: het dagelijks leven in een Romeinse stad (vertaald door Boukje Verheij) (Amsterdam: Uitgeverij Rainbow bv, 2018)
- Confronting the Classics: Traditions, Adventures and Innovations (Profile Books, 2013); ISBN 1-78125-048-0
- Laughter in Ancient Rome: On Joking, Tickling, and Cracking Up (University of California Press, 2014); ISBN 0-520-27716-3
- A History of Ancient Rome (Profile Books, 2015); ISBN 9780871404237
  - SPQR: een geschiedenis van het Romeinse rijk (vertaald door Ineke Mertens) (Amsterdam : Atheneaeum - Polak & van Gennep, 2016)
- Women & Power: A Manifesto (Profile Books, 2017); ISBN 978-1788160605
  - Vrouwen & macht: een manifest, vertaald door Boukje Verheij (Amsterdam: Athenaeum-Polak & Van Gennep, 2018)
- How Do We Look? The Eye of Faith (Profile Books, 2018)
  - Hoe wij kijken: met gelovige ogen, vertaald door Sylvie Hoyinck (Amsterdam: Athenaeum-Polak & Van Gennep, 2018)